# A Mulher do Prefeito
A Mulher do Prefeito é uma série de televisão brasileira produzida pela TV Globo com a O2 Filmes e exibida de 4 de outubro até 20 de dezembro de 2013.
Com ideia original de Mauricio Arruda, foi escrita por Bernardo Guilherme e Marcelo Gonçalves, teve direção de Claudia Alves, direção geral de Luiz Villaça e direção de núcleo de Maurício Farias. Contou com Denise Fraga, Felipe Abib, Malu Galli e Tony Ramos nos papéis principais.
Foi indicada ao Emmy Internacional de Melhor Comédia de 2014.

## Sinopse
Reinaldo Rangel (Tony Ramos) é prefeito da fictícia cidade de Pitanguá, no interior de São Paulo. Corrupto até o último fio de cabelo, ele acaba recebendo um mandado de prisão do governo mas consegue um atestado médico falso que permite que ele permaneça dentro de sua casa, mas sem poder sair para trabalhar. A prefeitura passa então a ser assumida pela esposa de Reinaldo, a adestradora de cães Aurora (Denise Fraga). Para administrar a cidade, ela conta com a ajuda do assessor Seixas (Felipe Abib), que é secretamente apaixonado por ela. A maior rival de Aurora é Maria Fernanda (Malu Galli), presidente do time de futebol de Pitanguá que só está interessada na construção do novo estádio, o Pitanguão.

## Elenco
| Intérprete             | Personagem      |
| ---------------------- | --------------- |
| Denise Fraga           | Aurora Rangel   |
| Tony Ramos             | Reinaldo Rangel |
| Felipe Abib            | Seixas          |
| Malu Galli             | Maria Fernanda  |
| João Vicente de Castro | Liosvaldo       |
| Rita Batata            | Rose            |

### Participações especiais
| Intérprete       | Personagem      |
| ---------------- | --------------- |
| Giulia Shanti    | Luiza Rangel    |
| Luciana Carnieli | Consuelo        |
| Rodrigo Pandolfo | Micróbio        |
| Danilo Grangheia | Alberto Salomão |
| Ju Colombo       | Mãe Jurema      |

## Audiência
A série estreou com dezenove pontos de média e 39% de share no Rio e 15 pontos de média e 39% share em São Paulo, dois a menos que a série antecessora.

## Exibição
Está sendo exibido pelo Viva desde 11 de fevereiro de 2023, ocupando a faixa das 17h15 aos sábados substituindo Caso Especial.